# M!
M! er et månedligt mandeblad, der udkom første gang i 1997. Bladet blev tidligere udgivet af norske Benjamin Publications A/S, der også udgav et lignende mandeblad ved navn FHM.
Bladet blev tidligere sammenlignet med Euroman med den forskel, at dette har en mand på forsiden mens M! har en kvinde. Forskellen er imidlertid større i det sidstnævntes stil er noget anderledes og i højere grad henvender sig til unge mænd, mens førstnævnte mere fokuserer på livsstil og mode.
Den trykte udgave ophørte i juni 2015, og bladet udgives nu kun på nettet.
M! blev I oktober 2017 solgt til det uafhængige danske mediehus Connery ApS, der ligeledes driver livsstilsmediet Connery.dk.
Ansvarshavende chefredaktør er Mikkel Møller Vermeulen